# Armageddon Game
"Armageddon Game" és el tretzè episodi de la segona temporada de la sèrie de televisió de ciència-ficció estatunidenca Star Trek: Deep Space Nine, el 33è de tota la sèrie. Originalment es va emetre en redifusió a partir del 31 de gener de 1994. L'episodi va ser dirigit per Winrich Kolbe en base a un guió de Morgan Gendel.
Ambientada al segle XXIV, la sèrie segueix les aventures a Espai Profund 9, una estació espacial situada prop d'un forat de cuc estable entre els Quadrants Alfa i Gamma de la Via Làctia, prop del planeta Bajor, mentre els bajorans es recuperen d'una brutal ocupació de dècades pels imperialistes cardassians. En aquest episodi, el cap O'Brien i el Dr. Bashir ajuden dues races a destruir les seves armes biològiques; però tots dos governs volen assegurar-se que cap coneixement tècnic de les armes pugui sobreviure.

## Argument
Dr. Bashir i Cap O'Brien han passat la setmana passada ajudant dues races, els T'Lani i els Kellerun, a desmantellar armes biològiques mortals conegudes com a "Segadors". Asseguren als ambaixadors T'Lani i Kellerun que tots els fitxers relacionats amb els Segadors han estat destruïts, per tal d'evitar que es tornin a crear mai més.
Quan arriba el moment de destruir el Segador final, dos soldats Kellerun entren al laboratori i comencen a disparar als científics, tant T'Lani com Kellerun. Bashir i O'Brien dominen els soldats, però una gota del líquid del Segador cau sobre la pell d'O'Brien. Per escapar, es veuen obligats a teletransportar-se a la superfície del planeta que orbiten.
Els ambaixadors T'Lani i Kellerun informen al Comandant Sisko que O'Brien i Bashir van morir en un accident, i proporcionen una gravació que suposadament mostra la mort de tot l'equip científic a causa d'una rutina de seguretat automatitzada. L'equip sènior de Deep Space Nine lamenta la pèrdua dels seus companys de tripulació, i Sisko informa a la dona d'O'Brien, Keiko, de la seva mort.
Mentrestant, Bashir i O'Brien estan atrapats en una ciutat abandonada a la superfície del planeta. O'Brien intenta reparar un sistema de comunicacions trencat per informar els T'Lani de l'aparent traïció dels Kellerun. Bashir descobreix que O'Brien ha estat infectat per la Segadora i, a mesura que l'estat d'O'Brien comença a deteriorar-se, es veu obligat a assumir l'esforç de reparació.
La Keiko insisteix que la gravació del suposat accident ha estat falsificada: el vídeo mostra O'Brien prenent cafè a la tarda, cosa que ella està segura que ell mai faria. Sisko i la tinent Dax viatgen en una nau per visitar el lloc de l'"accident", on Dax investiga la nau d'O'Brien i Bashir i troba proves que els seus registres han estat alterats.
Els ambaixadors T'Lani i Kellerun apareixen junts a l'amagatall de Bashir i O'Brien. Revelen que l'atac a l'equip científic va ser un esforç conjunt destinat a esborrar tot el coneixement que es podria utilitzar per fabricar Segadors, i es preparen per executar Bashir i O'Brien. Sisko i Dax els rescaten transportant-los a la seva nau. Els T'Lani i els Kellerun exigeixen el seu retorn i disparen contra la nau quan Sisko s'hi nega; però la Sisko els enganya escapant amb seguretat a l'altra nau.
Mentre el cap O'Brien es recupera de l'enverinament per Segador a Deep Space Nine, Keiko es queda sorpresa en descobrir que "sí" pren cafè a la tarda.

## Actors convidats
- Darleen Carr - E'Tyshra
- Rosalind Chao - Keiko O'Brien
- Peter White - Sharat
- Larry Cedar - Nydrom

## Guió
L'episodi va ser escrit per Morgan Gendel, qui també va escriure la història de "La llum interior", un episodi guanyador del Premi Hugo de Star Trek: La nova generació. El títol de l'episodi va ser escollit pel també guionista de Deep Space Nine Robert Hewitt Wolfe com a homenatge al títol d'un episodi de 1967 de Star Trek: La sèrie original: "A Taste of Armageddon".
En l'esborrany original del guió de Morgan Grendel, Jadzia Dax havia d'acompanyar Bashir en lloc d'O'Brien. A més, originalment se suposava que era la Federació qui exigia la destrucció de les armes biològiques. Els alienígenes haurien codificat la seva tecnologia d'armes a l'ADN d'O'Brien. Per destruir-les permanentment, O'Brien hauria hagut de ser assassinat. Michael Piller va exigir una revisió significativa d'aquest esborrany. Va impulsar els canvis que els alienígenes pretenien matar O'Brien i Bashir, que O'Brien només s'havia infectat accidentalment i que els dos havien de fugir dels alienígenes. Piller volia representar l'episodi com una persecució clàssica, però finalment el pressupost va ser insuficient i la persecució es va haver de limitar a un sol set.

## Recepció
Zack Handlen, en la seva ressenya de l'episodi el 2012 per a The A.V. Club, va dir que no hi havia "res de greument dolent" amb l'episodi i que estava content amb l'escriptura dels personatges.
El 2013 Keith DeCandido de Tor.com li va donar un 6 sobre 10 i el va qualificar com un episodi lleugerament superior a la mitjana de "Star Trek: Deep Space Nine". Va trobar que fa avançar molt l'amistat entre O'Brien i Bashir i que Colm Meaney i Sidig El Fadil omplien plenament els seus papers. DeCandido va trobar les reaccions dels membres de la tripulació a les suposades morts d'O'Brien i Bashir una mica superficials i previsiblement escenificades. Va trobar increïble el comportament dels T'Lani i els Kelleruners al final de l'episodi, quan disparen contra Sisko i Dax, aparentment sense pensar que destruir una nau espacial de la Federació podria tenir conseqüències greus.
Doux Reviews el va qualificar d'"episodi divertit i ben escrit" i li va donar un 3 sobre 4.
L'episodi va ser nominat a un Premi Emmy pels pentinats.

## Llançaments
Es va publicar en LaserDisc al Japó el 6 de juny de 1997, com a part de la col·lecció de mitja temporada 2nd Season Vol. 1, que tenia 7 discs de 12" de doble cara. Els discs tenien pistes d'àudio en anglès i japonès.
"Armageddon Game" es va publicar en VHS, juntament amb "Whispers" en una sola casset.
L'1 d'abril de 2003, la segona temporada de Star Trek: Deep Space Nine es va publicar en discs de vídeo DVD, amb 26 episodis en set discs.
Aquest episodi es va publicar el 2017 en DVD amb la caixa completa de la sèrie, que tenia 176 episodis en 48 discs.